# Саманта Райан
Саманта Райан (англ. Samantha Ryan, род. 3 марта 1978 года) — сценический псевдоним американской порноактрисы Джейми Мейнс (англ. Jamie Mance).

## Биография
Райан родилась в Канзасе. Окончила старшую школу Shawnee Mission Northwest в 1996 году и поступила в Канзасский университет. В порноиндустрию пришла в 2004 году в возрасте 26 лет и с тех пор, по данным на 2014 год, снялась в более чем 500 фильмах. В 2007 году она выступила в качестве режиссёра видео Sorority Sluts: Iota Eta Pi.

## Премии и номинации
- 2006 номинация на AVN Award — Лучшая сцена лесбийского секса (видео) — War of the Girls (вместе с Флауэр Туччи, Мэри Посса и Селеной Сильвер)[3]
- 2007 номинация на AVN Award — Лучшая сцена группового секса (видео) — Butt Pirates of the Caribbean (вместе с Курт Локвуд, Эмбер Пич, Мэри Посса и Хершел Сэвадж)[4]
- 2008 номинация на AVN Award — Лучшая сцена мастурбации — All by Myself[5]
- 2011 номинация на AVN Award — Лучшая актриса — Awakening to Love[6]
- 2011 номинация на AVN Award — Лучшая парная сцена секса — Gigolos (вместе с Мануэлем Феррарой)[6]
- 2012 номинация на XBIZ Award — Acting Performance of the Year — The Interns 2[7]
- 2012 номинация на AVN Award — Лучшая актриса второго плана — Pervert
- 2012 номинация на AVN Award — Лучшая сцена лесбийского секса — Girls Kissing Girls 8 (вместе с Зои Восс)
- 2013 номинация на AVN Award — Не подписанная звезда года
- 2013 номинация на XRCO Award — Unsung Siren
- 2014 номинация на AVN Award — Лучшая актриса второго плана — Man of Steel XXX: An Axel Braun Parody
- 2014 номинация на XBIZ Award — MILF-исполнительница года[8]